# Metropolia sofijska
Metropolia sofijska – jedna z eparchii Bułgarskiego Kościoła Prawosławnego, z siedzibą w Sofii. Od 1953 metropolita sofijski jest jednocześnie zwierzchnikiem Bułgarskiego Kościoła Prawosławnego. Od 2013 jej ordynariuszem jest patriarcha Bułgarii i metropolita Sofii Neofit.

## Historia
Po erygowaniu w 1870 przez sułtana Abdülaziza Egzarchatu Bułgarskiego, 15 października 1872 został powołany pierwszy bułgarski metropolita eparchii w Sofii – Melecjusz . Zastąpił on, kojarzącego się ze zwierzchnictwem greckim, dotychczasowego biskupa Doroteusza, powołanego przez patriarchę Konstantynopola. Z powodu podejrzeń o pomoc powstańcom został zmuszony do opuszczenia Sofii, przebywał przez krótki okres w Stambule, a po ogłoszeniu autonomii Księstwa Bułgarii powrócił do Sofii. W 1883 z powodu konfliktu politycznego z władzami został zmuszony do opuszczenia Sofii . Początkowo przebywał w klasztorze rylskim, następnie przeniósł się do Kiustendiłu, a w 1891 w celu leczenia do Kairu, gdzie zmarł . 26 stycznia 1892 nowym metropolitą został Parteniusz. W 1944 metropolita Sofii Stefan został wybrany przewodniczącym Świętego Synodu, a w 1945 Egzarchą Bułgarii. W 1948 na wniosek władz komunistycznych przeszedł w stan spoczynku . Po śmierci Stefana Synod postanowił podnieść egzarchat do rangi Patriarchatu. Patriarchą Bułgarii i metropolitą Sofii został wybrany Cyryl. Od tego czasu te dwa urzędy zostały połączone.

## Metropolici
- Doroteusz (1861–1872)
- Melecjusz (1872–1883)
- Parteniusz (1892–1918)
- Stefan (1922–1948)
- Cyryl (1953–1971)
- Maksym (1971–2012)
- Neofit (od 2013)

## Główne świątynie

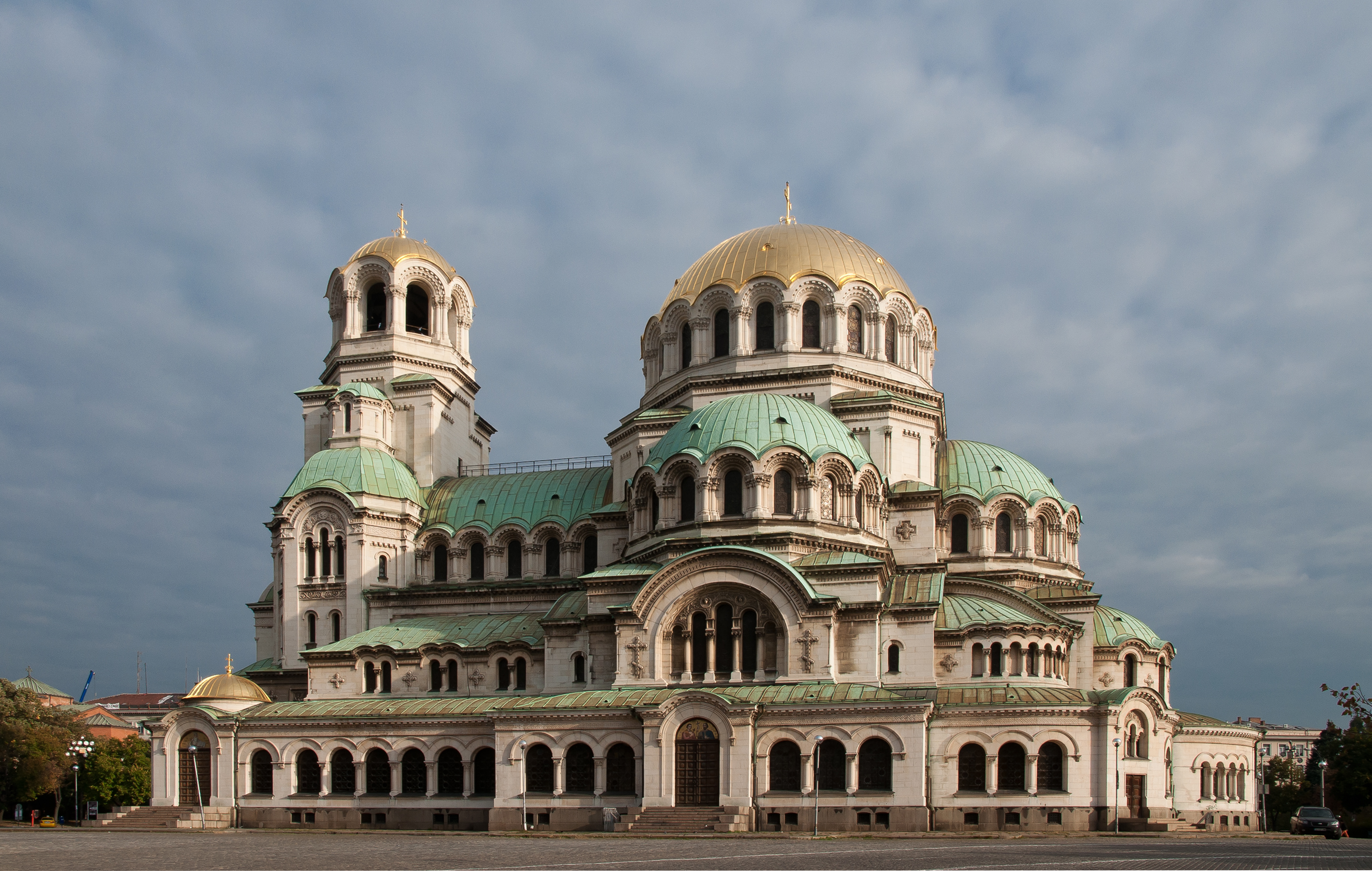
Sobór katedralny św. Aleksandra Newskiego

- Sobór katedralny św. Aleksandra Newskiego – siedziba patriarchy bułgarskiego,
- Katedra św. Niedzieli – siedziba metropolity sofijskiego,
- Bazylika Mądrości Bożej – w średniowieczu katedra biskupów sredeckich.

## Struktura
Metropolia dzieli się na osiem dekanatów: sofijski, samokowski, ichtimański, dupnicki, radomirski, kiustendiłski, tryński i godecki . W eparchii działa również 41 klasztorów :
- Monaster Opieki Matki Bożej w Samokowie,
- Monaster Opieki Matki Bożej w Resiłowie,
- Monaster Zaśnięcia Matki Bożej w Sofii – Dragalewcach
- Rueński Monaster św. Jana Rilskiego,
- Monaster św. Proroka Eliasza w Sofii,
- Monaster św. Miny Męczennika w Sofii,
- Monaster św. Petki w Bistricy,
- Monaster Świętych Joachima i Anny w Bistricy,
- Monaster św. Jerzego w Kremikowci,
- Monaster Trzech Świętych Hierarchów w Sofii,
- Monaster św. Petki w Władaji,
- Monaster Trójcy Świętej w Myrczaewie,
- Monaster św. Michała Archanioła w Szumie,
- Monaster św. Michała Archanioła w Kokalane,
- Monaster św. Mikołaja w Kładnicy,
- Monaster św. Mikołaja w Batuliji,
- Monaster św. Petki w Bankji,
- Monaster świętych Piotra i Pawła w Łozenie,
- Monaster Chrystusa Zbawiciela w Łozenie,
- Monaster Trzech Świętych Hierarchów w Czepinci
- Monaster Trójcy Świętej w Diwotino
- Monaster Ducha Świętego w Godeczu,
- Monaster św. Jana Rilskiego w German,
- Monaster św. Łukasza w Grasznicy,
- Czarnogórski Monaster świętych Kosmy i Damiana,
- Monaster Narodzenia Bogurodzicy (Siedmiu ołtarzy),
- Monaster św. Michała Archanioła w Kostinbrod,
- Monaster św. Jerzego w Gornim Bogrowie,
- Monaster świętych Piotra i Pawła w Dołnim Bogrowie,
- Monaster św. Mikołaja w Panczarewie,
- Monaster św. Michała Archanioła w Bilinci,
- Monaster św. Jerzego w Bukorowci,
- Monaster św. Teodora Stratega w Bałszy,
- Monaster św. Proroka Eliasza w Sofii,
- Monaster św. Jana Rilskiego w Sofii,
- Monaster Najświętszej Bogarodzicy w Razboiszte,
- Monaster św. Szczepana w Sapatewej Banji,
- Monaster św. Paraskewy w Czepyrlinci,
- Monaster Najświętszej Bogarodzicy w Sofii,
- Monaster Zaśnięcia Najświętszej Maryi Panny w Elesznicy.

Na terenie eparchii znajduje się również stauropigialny Monastyr Rylski, który jest enklawą eparchii.